# 賈尼·斯基基
賈尼·斯基基（義大利語：Gianni Schicchi）為普契尼所作的單幕義大利語歌劇，劇本由佛昌諾（Giovacchino Forzano）所寫，其故事是根據但丁的神曲改編。此為普契尼所作的三合一歌劇（Il trittico）的最後一齣，於1918年在紐約大都會歌劇院首演。歌劇中最著名的片段為女高音的詠嘆調「喔，我親愛的爸爸」（O mio babbino caro），在電影中與其他作品曾多次出現。

## 角色
- 賈尼·斯基基 (男中音)
- 勞蕾塔 (女高音)
- 齊塔 (女低音)
- 里努喬，齊塔的外甥 (男高音)
- 蓋拉爾多，Buoso的外甥 (男高音)
- 內拉，蓋拉爾多的太太 (女高音)
- 小蓋拉爾多，兩人的兒子 (女高音)
- 貝托，Buoso的連襟 (男低音)
- 西蒙，Buoso的表親 (男低音)
- 馬可，西蒙的兒子 (男中音)
- 潔斯卡，馬可的太太 (女中音)
- Maestro Spinelloccio，醫師 (男低音)
- Ser Amantio di Nicolao，公證人 (男中音)
- Pinollino，皮匠 (男低音)
- Guccio，染工 (男低音)

## 劇情大綱
地點：佛羅倫斯
時間：西元1299年
Buoso Donati安詳地在床上過世。他的親戚們極度的悲傷，直到他們聽到謠傳：Buoso將他的遺產全數要捐給當地的修道院為止。他們瘋狂的想要找出遺囑，而里努喬找到了遺囑，但是開出條件：除非齊塔答應他的條件，讓他娶賈尼·斯基基的女兒勞蕾塔，他才要將遺囑交出來。但是Donati家族其實看不起斯基基，認為他只是個剛到佛羅倫斯的鄉巴佬而已。齊塔同意這個條件(其實他才不管里努喬要娶誰，只要他們能夠有錢就好)，並且開始讀Buoso的遺囑。果不其然，遺囑就如同傳言所述，整個家族的人陷入瘋狂。里努喬雖然提出建議可以找斯基基，利用他的聰明才智解決問題，但是遭到他們的否決。
斯基基跟女兒勞蕾塔前來，看到一片垂頭喪氣的景象，而他被告知要來協助他們解決遺產的問題。齊塔很生氣的解釋了目前的情況，並且拒絕聽到有關結婚的事宜。里努喬懇求斯基基的幫忙，但是斯基基對於他們親族的態度不以為然，因此拒絕協助他們。這時勞蕾塔試圖說服她的父親(詠嘆調：喔，我親愛的爸爸)，也終於軟化了斯基基的態度。斯基基讀了遺囑，覺得大概已經沒有什麼轉圜的餘地了。但在此時斯基基有個主意，只是不想讓女兒天真的心靈受到影響，因此要求她先離開，並請女士們先鋪床。他並確定除了家屬之外，還沒有外人知道Buoso過世的消息。此時剛好醫師前來探視，家屬們不讓醫師進入房間，而斯基基模仿Buoso的聲音告訴醫師他現在的狀況好多了，而後醫生就離開。斯基基這時才對家屬說，他想要模仿Buoso並立新遺囑。
里努喬找了公證人來。所有的親屬都同意了財產分配，除了一頭騾子、一座磨坊跟一幢房屋，而他們也都同意由斯基基決定該由誰繼承這些財產，但是檯面下的競鬥也是暗潮洶湧。而斯基基也提醒他們，法律上規定偽造遺囑者的懲罰是斷手後逐出佛羅倫斯。公證人來了，斯基基指定要舉行莊嚴的葬禮，將財產的小部分捐贈給修道院，還有分配了一些不具爭議的財產。但是大家爭鬥最兇的財產：一頭騾子、磨坊跟房屋，斯基基指定給自己所有。在公証人離開後，他把每個人都趕出去，因為這幢房子已經不再屬於他們。現在斯基基可以給女兒嫁妝，勞蕾塔與里努喬結婚也不再有任何阻礙。這對戀人相擁，而斯基基也深受感動。斯基基對著觀眾們，並且說這應該是最好的方式來分配Buoso的遺產了，並且他還希望觀眾們略施恩惠，減輕他的罪過。

## 外部連結
- 賈尼·斯基基：国际乐谱典藏计划上的乐谱